# Bahrainona
Bahrainona (tiếng Ả Rập: نشيد البحرين الوطني - Bahrain của chúng ta) là quốc ca của Bahrain.

## Lịch sử
Hai phiên bản khác nhau của bài quốc ca này đã được sáng tác, cùng giai điệu nhưng khác lời. Phiên bản đầu tiên được sử dụng từ khi Bahrain tuyên bố độc lập (năm 1971) cho đến năm 2002. Phiên bản thứ hai được dùng kể từ cuộc trưng cầu dân ý về việc sửa đổi hiến pháp để tôn người lãnh đạo đất nước Hamad Ibn Isa Al Khalifah lên ngôi vua, và tuyên bố Bahrain là một vương quốc.
Ca từ nguyên gốc được viết bởi Mohamed Sudqi Ayyash (sinh năm 1925). Giai điệu của bản quốc ca này hiện chưa rõ ai sáng tác, và nó đã được soạn lại bởi ca sĩ kiêm nhạc sĩ Ahmed AlJumairi, thu âm với London Philharmonic Orchestra (Dàn nhạc Giao hưởng Luân Đôn). Đây là bản được sử dụng rộng rãi hiện nay.

## Lời phiên bản hiện nay
| Tiếng Ả Rập                         | Phiên âm                                           | Tiếng Việt                                                       |
| ----------------------------------- | -------------------------------------------------- | ---------------------------------------------------------------- |
| بحريننا                             | Baḥraynunā                                         | Bahrain của chúng ta                                             |
| مليكنا                              | Malīkunā                                           | Quốc vương của chúng ta                                          |
| رمز الوئام                          | Ramzu l-wi’ām                                      | Biểu tượng của sự hòa hợp                                        |
| دستورها عالي المكانة والمقام        | Dustūruhā ‘ālī 'l-makānati wa-l-maqām              | Hiến pháp là tối thượng                                          |
| ميثاقها نهج الشريعة والعروبة والقيم | Mītāquhā nahju š-šarī‘ati wa-l-‘urūbati wa-l-qiyam | Hiến chương tuân theo Shari'a, ý thức hệ Ả Rập, và những giá trị |
| عاشت مملكة البحرين                  | ‘Āshat mamlakatu al-Baḥrayn                        | Vương quốc Bahrain muôn năm!                                     |
| بلد الكرام                          | Baladu 'l-kirām                                    | Đất nước của sự cao quý,                                         |
| مهد السلام                          | Mahdu 's-salām                                     | Cái nôi của hòa bình,                                            |
| دستورها عالي المكانة والمقام        | Dustūruhā ‘ālī 'l-makānati wa-l-maqām              | Hiến pháp là tối thượng                                          |
| ميثاقها نهج الشريعة والعروبة والقيم | Mītāquhā nahju š-šarī‘ati wa-l-‘urūbati wa-l-qiyam | Hiến chương tuân theo Shari'a, ý thức hệ Ả Rập, và những giá trị |
| عاشت مملكة البحرين                  | ‘Āshat mamlakatu al-Baḥrayn                        | Vương quốc Bahrain muôn năm!                                     |